# Warawut Motim
Warawut Motim (thailändisch วราวุฒิ โมทิม, * 8. Mai 1998), auch als Fluke bekannt, ist ein thailändischer Fußballspieler.

## Karriere
üWarawut Motim stand von 2018 bis 2019 bei Chiangrai United unter Vertrag. Der Verein aus Chiangrai spielte in der höchsten thailändischen Liga, der Thai League. 2019 gewann er mit dem Verein die thailändische Meisterschaft. 2018 stand er mit Chiangrai im Finale des FA Cup und des Thai League Cup. Im Finale des FA Cup besiegte man Buriram United mit 3:2, das Finale des Thai League Cup gewann man gegen Bangkok Glass mit 1:0. Insgesamt absolvierte er für Chiangrai fünf Erstligaspiele. 2019 wechselte er auf Leihbasis zum Drittligisten Chiangrai City FC. Der ebenfalls in Chiangrai beheimatet Klub spielte in der dritten Liga, der Thai League 3, in der Upper Region. Für den Drittligisten absolvierte er zwei Drittligaspiele. Im September 2020 unterschrieb er einen Leihvertrag beim Zweitligisten Kasetsart FC in Bangkok. Für den Zweitligisten stand er 20-mal auf dem Spielfeld. Im Juli 2021 wechselte er zum Drittligisten Songkhla FC. Mit dem Verein spielte er 23-mal in der Southern Region der Liga. Nach der Hinserie wurde sein Vertrag im November 2022 nicht verlängert. Zu Beginn der Rückrunde nahm ihn der in der Bangkok Metropolitan Region spielende North Bangkok University FC unter Vertrag. Am Ende der Saison wurde er mit dem Verein Meister der Region. In den Aufstiegsspielen zur zweiten Liga konnte man sich jedoch nicht durchsetzen. Im Sommer 2023 unterschrieb er einen Vertrag beim Zweitligaaufsteiger Chanthaburi FC. Nach 28 Ligaspielen für den Verein aus Chanthaburi wechselte er nach nur einer Saison im Juni 2024 zum Erstligaabsteiger Police Tero FC. Nach einer Spielzeit, in der er 27 Ligaspiele bestritt, wurde sein Vertrag im Sommer 2025 nicht verlängert. Im Juni 2025 unterschrieb Motim einen Vertrag bei dem ebenfalls in der zweiten Liga spielenden Bangkok FC.

## Erfolge
Chiangrai United
- Thailändischer Meister: 2019
- Thailändischer Ligapokalsieger: 2018
- Thailändischer Pokalsieger: 2018

North Bangkok University FC
- Thai League 3 – Bangkok Metropolitan: 2022/23